# バッドアクス川
バッドアクス川（バッドアクスがわ、Bad Axe River）は、アメリカ合衆国ウィスコンシン州南西部に位置するヴァーノン郡西部を流れている川で、ミシシッピ川の支流である。

## 流路
ウィスコンシン州ヴァーノン郡ウェストビィの町付近に源を発し概ね南西に流れるノースフォークバッドアクス川と、Viroquaの南約5kmから概ね西に流れるサウスフォークバッドアクス川の二つの川が合わさりバッドアクス川となり、合流地点から約8km西に流れてジェノアの南約10kmでミシシッピ川に合流する。

## 歴史
ミシシッピ川との合流場所は、1832年ブラック・ホーク戦争の最後の戦いであるバッドアクスの戦いでアメリカ陸軍がインディアンのサック族とフォックス族を虐殺した場所である。